# Keakamahana
Keakamahana, född 1615, död 1665, var regerande drottning av Hawaii från 1635 till 1665. 